# Halveradsbeek
De Halveradsbeek is een beek die bij Renkum in de Nederlandse provincie Gelderland in de Nederrijn stroomt.

## Loop
De Halveradsbeek ontspringt ten zuiden van de Bennekomseweg te Renkum. Het is een combinatie van een laaglandbeek (gevoed door oppervlaktewater) en sprengenbeek. De beek wordt voornamelijk gevoed door een slotenstelsel haaks op de beek. De Halveradsbeek gaat ten zuiden van de Hartenseweg samen met de Oliemolenbeek over in de Kortenburgsebeek welke uiteindelijk via het zuidelijk deel van het Renkums Beekdal via een duiker onder de provinciale weg N225 uitmondt in een strang van de Nederrijn. In tegenstelling tot de andere beken in de omgeving is de Halveradsbeek niet opgekluisd.

## Geschiedenis
De beek dankt haar naam aan de Afgebrande molen, een watermolen die in de 18e eeuw ten zuiden van de Hartenseweg stond. Deze beschikte over een middenslagrad waarbij het beekwater bij lage waterstanden op halve hoogte tegen het rad werd geleid. Nabij de molen was ook een textielwasserij gelegen. In de volksmond wordt de beek ook wel "Afgebrande beek" genoemd. De molen wordt ook wel Kwadenoord 3 genoemd.
In het kader van het project Renkums Beekdal is het natuurlijk profiel van de beek hersteld. Hierbij werd  in het zuidelijk deel van het beekdal het historische profiel van de beek (los van de Kortenburgsebeek) hersteld.